# جائزة موناكو الكبرى 1998
جائزة موناكو الكبرى 1998 هو سباق فورمولا 1 أقيم بتاريخ 24 مايو 1998 في حلبة موناكو. كان السادس من أصل 16 في بطولة العالم لسباقات الفورمولا واحد موسم 1998. حلّ الفنلندي ميكا هاكينن أولا بينما جاء الإيطالي جانكارلو فيزيكيلا في المركز الثاني وحصل على المركز الثالث البريطاني إدي إيرفين.